# Bernadett Bognár-Bódi
Bernadett Bognár-Bódi (* 9. März 1986 in Szeged, Ungarn) ist eine ehemalige ungarische Handballspielerin.

## Karriere
Bognár-Bódi spielte anfangs bei Szeged DKSE, Szeged KKSE und Agro SE Orosháza. Anschließend schloss sie sich Győri ETO KC an. Mit Győri ETO KC gewann sie 2005 und 2006 die ungarische Meisterschaft, sowie 2005, 2006 und 2007 den ungarischen Pokalwettbewerb. Ab 2007 stand die Außenspielerin für zwei Jahre beim dänischen Erstligisten Randers HK unter Vertrag. Daraufhin spielte Bognár-Bódi beim ungarischen Erstligisten Békéscsabai Előre NKSE. Im Sommer 2011 wechselte die Linkshänderin zum Ligarivalen Siófok KC. Im Jahr 2012 schloss sie sich Dunaújvárosi Kohász KA an. Ein Jahr später kehrte sie zu Győri ETO KC zurück. Mit Győri ETO KC gewann sie 2014, 2016, 2017, 2018 und 2019 die Meisterschaft, 2014, 2015, 2016, 2018 und 2019 den ungarischen Pokal sowie 2014, 2017, 2018 und 2019 die EHF Champions League. In der Saison 2020/21 lief sie für Moyra-Budaörs Handball auf. Ab Oktober 2021 stand Bognár-Bódi für den Rest der Saison 2021/22 beim ungarischen Erstligisten Érd NK unter Vertrag. Anschließend lief sie in der Saison 2022/23 für den ungarischen Zweitligisten Szent István SE auf.
Bernadett Bognár-Bódi bestritt 141 Länderspiele für die ungarische Frauen-Handballnationalmannschaft, in denen sie 263 Treffer erzielte. Mit der ungarischen Auswahl nahm sie an den Olympischen Spielen 2008, an der WM 2009 und an den Europameisterschaften 2010 und 2012 teil.